# Hudson Fasching
Hudson Fasching (* 28. Juli 1995 in Milwaukee, Wisconsin) ist ein US-amerikanischer Eishockeyspieler, der seit August 2025 bei den Columbus Blue Jackets aus der National Hockey League (NHL) unter Vertrag steht und dort auf der Position des rechten Flügelstürmers spielt.

## Karriere

### Jugend und College
Hudson Fasching wurde in Wisconsin geboren, wuchs jedoch in Minnesota auf. Dort besuchte er in seiner Jugend die Apple Valley High School und erzielte in der lokalen High-School-Liga in der Saison 2010/11 50 Scorerpunkte in 28 Spielen, sodass er mit Beginn der folgenden Spielzeit ins USA Hockey National Team Development Program (NTDP) aufgenommen wurde, die zentrale Talenteschmiede des US-amerikanischen Verbands. Für das in Ann Arbor, Michigan ansässige NTDP spielte der Angreifer fortan in der United States Hockey League (USHL), der höchsten Junioren-Liga der USA. Zudem fungieren die Teams des NTDP als Nachwuchs-Nationalmannschaften, sodass Fasching an der World U-17 Hockey Challenge 2012 sowie der U18-Weltmeisterschaft 2013 teilnahm und mit den jeweiligen Auswahlen jeweils die Silbermedaille gewann. Nach seinen zwei Jahren im NTDP wurde der US-Amerikaner im NHL Entry Draft 2013 an 118. Position von den Los Angeles Kings ausgewählt.
Zum Herbst 2013 schrieb sich Fasching an der University of Minnesota ein und spielte fortan für deren Golden Gophers in der Big Ten Conference im Spielbetrieb der National Collegiate Athletic Association (NCAA). Als Freshman kam der Flügelstürmer in 40 Spielen auf 30 Scorerpunkte und wurde infolgedessen ins All-Rookie Team der Big Ten Conference gewählt. Zudem vertrat er über den Jahreswechsel die U20-Nationalmannschaft der USA bei der U20-Weltmeisterschaft 2014 und belegte dort mit dem Team den fünften Platz. Im März 2014 wurden die im Draft erworbenen Spielerrechte an Fasching gemeinsam mit Nicolas Deslauriers an die Buffalo Sabres abgegeben. Die Kings erhielten im Gegenzug Brayden McNabb, Jonathan Parker sowie jeweils ein Zweitrunden-Wahlrecht für die NHL Entry Drafts 2014 und 2015.
In der Spielzeit 2014/15 gewann Fasching mit den Golden Gophers die Meisterschaft der Big Ten Conference. Zudem erreichte er mit der U20-Auswahl einen weiteren fünften Platz bei der U20-Weltmeisterschaft 2015. Sein drittes und letztes College-Jahr beendete der Angreifer mit einem Punkteschnitt von über 1,0 (38 in 37 Spielen), der damit verbundenen Wahl ins Second All-Star Team der Big Ten Conference sowie mit einem Abschluss in Unternehmensmanagement (entrepreneurial management).

### Buffalo, Arizona, New York und Columbus
Im März 2016 statteten ihn die Buffalo Sabres mit einem Einstiegsvertrag aus. Wenig später gab Fasching sein Debüt in der National Hockey League und kam bis zum Saisonende auf sieben Einsätze, in denen ihm je ein Tor und eine Vorlage gelangen. Im Anschluss debütierte er in der A-Nationalmannschaft der USA, als er mit dem Team USA bei der Weltmeisterschaft 2016 den vierten Platz erreichte.
Im Laufe der folgenden zwei Spielzeiten gelang es Fasching allerdings nicht, sich im NHL-Aufgebot der Sabres zu etablieren, sodass er im Juni 2018 im Tausch für Brandon Hickey und Mike Sislo an die Arizona Coyotes abgegeben wurde. Dort erging es ihm in den folgenden vier Spielzeiten ähnlich. Im August 2022 schloss sich der US-Amerikaner als Free Agent den New York Islanders an. Nach Vertragsablauf im Sommer 2025 wechselte er, erneut als Free Agent, per Einjahresvertrag zu den Columbus Blue Jackets.

## Erfolge und Auszeichnungen
- 2014 All-Rookie Team der Big Ten Conference
- 2015 Meisterschaft der Big Ten Conference mit der University of Minnesota
- 2016 Second All-Star Team der Big Ten Conference

### International
- 2012 Silbermedaille bei der World U-17 Hockey Challenge
- 2013 Silbermedaille bei der U18-Weltmeisterschaft

## Karrierestatistik
Stand: Ende der Saison 2024/25

### International
Vertrat die USA bei:
| - World U-17 Hockey Challenge 2012 - U18-Weltmeisterschaft 2013 - U20-Weltmeisterschaft 2014 | - U20-Weltmeisterschaft 2015 - Weltmeisterschaft 2016 |

(Legende zur Spielerstatistik: Sp oder GP = absolvierte Spiele; T oder G = erzielte Tore; V oder A = erzielte Assists; Pkt oder Pts = erzielte Scorerpunkte; SM oder PIM = erhaltene Strafminuten; +/− = Plus/Minus-Bilanz; PP = erzielte Überzahltore; SH = erzielte Unterzahltore; GW = erzielte Siegtore; 1 Play-downs/Relegation; Kursiv: Statistik nicht vollständig)